# Seeds for Ukraine
 (juillet 2023).
La mise en forme du texte ne suit pas les recommandations de Wikipédia : il faut le « wikifier ».
Les points d'amélioration suivants sont les cas les plus fréquents. Le détail des points à revoir est peut-être précisé sur la page de discussion.
- Les titres sont pré-formatés par le logiciel. Ils ne sont ni en capitales, ni en gras.
- Le texte ne doit pas être écrit en capitales (les noms de famille non plus), ni en gras, ni en italique, ni en « petit »…
- Le gras n'est utilisé que pour surligner le titre de l'article dans l'introduction, une seule fois.
- L'italique est rarement utilisé : mots en langue étrangère, titres d'œuvres, noms de bateaux, etc.
- Les citations ne sont pas en italique mais en corps de texte normal. Elles sont entourées par des guillemets français : « et ».
- Les listes à puces sont à éviter, des paragraphes rédigés étant largement préférés. Les tableaux sont à réserver à la présentation de données structurées (résultats, etc.).
- Les appels de note de bas de page (petits chiffres en exposant, introduits par l'outil «  Source ») sont à placer entre la fin de phrase et le point final[comme ça].
- Les liens internes (vers d'autres articles de Wikipédia) sont à choisir avec parcimonie. Créez des liens vers des articles approfondissant le sujet. Les termes génériques sans rapport avec le sujet sont à éviter, ainsi que les répétitions de liens vers un même terme.
- Les liens externes sont à placer uniquement dans une section « Liens externes », à la fin de l'article. Ces liens sont à choisir avec parcimonie suivant les règles définies. Si un lien sert de source à l'article, son insertion dans le texte est à faire par les notes de bas de page.
- La présentation des références doit suivre les conventions bibliographiques. Il est recommandé d'utiliser les modèles {{Ouvrage}}, {{Chapitre}}, {{Article}}, {{Lien web}} et/ou {{Bibliographie}}. Le mode d'édition visuel peut mettre en forme automatiquement les références.
- Insérer une infobox (cadre d'informations à droite) n'est pas obligatoire pour parachever la mise en page.

Pour une aide détaillée, merci de consulter Aide:Wikification.
Si vous pensez que ces points ont été résolus, vous pouvez retirer ce bandeau et améliorer la mise en forme d'un autre article.
 (juillet 2023).
Seeds for Ukraine est une initiative humanitaire soutenue par le ministère des Affaires étrangères ukrainien afin d'apporter un soutien aux Ukrainiens confrontés à de grandes difficultés depuis le déclenchement de la guerre avec la Russie, en particulier dans le domaine alimentaire. Du fait de la guerre, on déplore des équipements agricoles détériorés, la perte d'animaux, le vol de céréales et les terres agricoles minées ce qui a eu un impact notable sur la production agricole et la capacité des populations ukrainiennes à subvenir à leurs besoins.

## Composition
L'organisation Seeds for Ukraine est composée d'une équipe de bénévoles et de professionnels qui travaillent ensemble pour atteindre ses objectifs humanitaires. Les membres de l'organisation comprennent des experts agricoles, des ingénieurs, des logisticiens et des spécialistes de la sécurité alimentaire. Ils apportent leurs compétences et leur expérience pour soutenir les communautés ukrainiennes touchées par le conflit en fournissant des semences, du matériel agricole, des formations techniques et d'autres ressources essentielles. En outre, Seeds for Ukraine collabore étroitement avec des partenaires locaux, des organisations non gouvernementales et des autorités compétentes pour maximiser son impact et étendre son aide à un plus grand nombre de personnes dans le besoin. Ensemble, ces individus forment le cœur de Seeds for Ukraine et travaillent sans relâche pour faire face aux défis alimentaires auxquels l'Ukraine est confrontée.

## Objectifs
L'objectif principal de Seeds for Ukraine consiste à apporter une aide aux Ukrainiens touchés par la guerre en les aidant à renforcer leur production alimentaire afin de répondre aux besoins des familles et des communautés les plus vulnérables. L'organisation a pour objectif en 2023 d'installer 100 serres dans les régions de Kherson et Kharkiv, ainsi que dans les centres d'accueil pour personnes déplacées à l'intérieur du pays. Ces serres serviront à fournir une alimentation adéquate aux personnes dans le besoin, tout en leur offrant également l'opportunité de travailler et de subvenir à leurs besoins.
Cette année, l'organisation se concentre principalement sur l'assistance aux personnes demeurant dans les territoires libérés de l'Ukraine. Son objectif ultime est de soutenir 100 000 familles [4][Quoi ?] et communautés dans les dix régions les plus durement touchées par le conflit avec la Russie. Ce projet repose sur l'aide internationale pour aider les Ukrainiens à relever ce défi humanitaire complexe. Dans ce projet, de nombreux acteurs se mobilisent pour permettre de récolter des fonds ou encore des denrées alimentaires (graines potagères) qui contribueront à nourrir la population.

## Missions
- Fournir des semences et du matériel agricole : Seeds for Ukraine s'engage à fournir des semences de qualité et du matériel agricole essentiel aux agriculteurs et aux communautés affectées par le conflit.
- Établir des serres : L'organisation met en place des serres dans les régions les plus vulnérables, telles que Kherson et Kharkiv, ainsi que dans les centres d'accueil pour les personnes déplacées à l'intérieur du pays. Ces serres permettent de cultiver des aliments frais et nutritifs, garantissant ainsi un approvisionnement alimentaire plus stable.
- Fournir une assistance technique : Seeds for Ukraine offre une assistance technique aux agriculteurs, en partageant des connaissances et des pratiques agricoles modernes.
- Soutenir les familles et les communautés : Seeds for Ukraine se concentre sur le soutien direct aux familles et aux communautés les plus touchées par le conflit. Cela inclut la distribution de denrées alimentaires, ainsi que l'accès à des conseils en nutrition.
- Collaboration et partenariats : L'organisation collabore étroitement avec des partenaires locaux, des organisations non gouvernementales et les autorités compétentes pour maximiser son impact et atteindre un plus grand nombre de personnes dans le besoin.